# 弘前医療福祉大学
弘前医療福祉大学（ひろさきいりょうふくしだいがく、英語: Hirosaki University of Health and Welfare、公用語表記: 弘前医療福祉大学）は、青森県弘前市大字小比内3丁目18-1に本部を置く日本の私立大学。1965年創立、2009年大学設置。

## 沿革
- 2009年（平成21年）- 4月 弘前医療福祉大学開学。

## 教育及び研究

### 学部
- 保健学部
  - 看護学科
  - 医療技術学科
    - 作業療法学専攻
    - 言語聴覚学専攻

### 研究科
- 地域健康支援学研究科（2024年4月開設予定）
  - 地域健康支援学専攻